# Biberbach
Biberbach là một đô thị ở phía bắc huyện Augsburg bang Bavaria nước Đức. Đô thị Biberbach có diện tích 35,9 km², dân số thời điểm ngày 31 tháng 12 năm 2006 là 3461 người.